# Almtorp
Almtorp, Almtrup (dansk) eller Almdorf (tysk) er en landsby og kommune beliggende 15 km nord for Husum ved overgangen fra gest til marsk i det vestlige Sydslesvig. Administrativt hører kommunen under Nordfrislands kreds i den nordtyske delstat Slesvig-Holsten. Kommunen samarbejder på administrativt plan med andre kommuner i omegnen i Midterste Nordfrisland (Amt Mittleres Nordfriesland). I kirkelig henseende hører Almtrup under Breklum Sogn. Sognet lå i Nørre Gøs Herred (Bredsted Amt, Sønderjylland), da området tilhørte Danmark.
Navnet Almtrup dukker første gang op i Slesvig domkapitels skatteliste (Registrum capituli Slesvicensis) i 1352. Stednavnet henføres til trænavnet elm (oldnordisk almr).
Kommunen er landbrugspræget.